# Enrique Diemecke
Enrique Arturo Diemecke (Ciudad de México, 9 de julio de 1955) es director de orquesta, violinista y compositor mexicano. Fue director general artístico y de producción del Teatro Colón en Argentina, director musical de la Orquesta Filarmónica de Buenos Aires, Argentina, y director artístico de la Flint Symphony Orchestra, Míchigan, Estados Unidos.

## Inicios
Nacido en México, Enrique Diemecke proviene de una familia de músicos. Comenzó a tocar el violín a la edad de seis años con su padre y más tarde con el legendario violinista Henryk Szeryng; luego siguió con el piano, corno francés y percusiones. Asistió a la Catholic University of America en Washington D. C., con especialización en violín, corno francés y dirección, y estudió con Charles Bruck en la Escuela Pierre Monteux para Directores avanzados con una beca otorgada por Madame Monteux.

## Carrera musical
En el 2017, el Maestro Enrique Arturo Diemecke fue nombrado Director General Artístico y de Producción del gran Teatro Colón en Argentina. En 2021 cumple su Décimo cuarto año como Director artístico de la Orquesta Filarmónica de Buenos Aires, Argentina, y su Trigésimo primer segundo como Director artístico de la Orquesta Sinfónica de Flint, Míchigan, Estados Unidos.
En 2020 sale su libro Enrique Arturo Diemecke. Biografía con Música de Mahler, del escritor y poeta José Ángel Leyva para Siglo XXI Editores. En esta edición se incluye la legendaria grabación del Maestro Diemecke con la Sinfónica de Flint de su versión de la Primera Sinfonía, Titán de Mahler , que contiene el Blumine. Un intérprete notorio de las obras de Mahler, el maestro Diemecke ha sido galardonado con una medalla de la Sociedad Mahler por sus versiones de las sinfonías completas del compositor tanto en México como en Argentina. En 2019 fue nombrado Director Honorario de la Sociedad Mahler México.
En 2018 y 2019 dirigió a las orquestas del Teatro Colón en conciertos masivos antes más de 160 mil asistentes en el parque Rosedal de Palermo, Buenos Aires, y el Parque San Martín, de Mar del Plata, con el fin de llevar la cultura y el arte musical al país en un exitoso programa denominado “El Colón Federal”.
En 2019 recibió el “Diploma al Mérito” por parte de la Fundación Konex, como uno de los cinco mejores Directores de orquesta en Argentina en la última década. Asimismo, en 2017 recibió el premio “Medalla al Mérito en Artes” por parte de la Asamblea Legislativa de la Ciudad de México, y en 2018 el premio como “Mexicano Distinguido” por parte de la Secretaría de Relaciones Exteriores de México, por su excepcional carrera musical en el extranjero. 
El Maestro Diemecke fue Director Artístico de la Ópera de Bellas Artes en el Palacio de Bellas Artes de México en las décadas de los 80s y 90s, donde dirigió más de 30 producciones como Fausto, Aida, La Bohème, Salome, Elektra, Ariadne auf Naxos, Der fliegende Hollander, Rigoletto, Turandot, Madama Butterfly, Romeo et Julieta, Lohengrin, Boris Godunov, y Orfeo y Euridice, entre otras. En el 2007, el maestro Diemecke concertó una nueva producción de Werther en el Teatro Colón en Buenos Aires, y ese mismo año con la producción de Le Jongleur de Notre Dame, de Massenet con el tenor Roberto Alagna para la Ópera Nacional de Montpellier, Francia. Con esta misma casa de Montpellier y la Filarmónica Nacional de Montpellier concertó los estrenos de las ópera Los Exiliados de Siberia, de Donizetti, Parisina, de Mascagni, así como la opereta El anillo de Oskar Strauss con la Filarmónica de Montpellier, y dirigió también las grabaciones en vivo de las ópera de Mascagni y Donizetti en el Festival de Radio France. Participó en la producción de Ópera del Pacífico de I Pagliacci y Carmina Burana, y dirigió la Orquesta Nacional de Francia y a Cecilia Bartoli, Jean-Yves Thibaudet, Maria João Pires y Pierre Amoyal para la sexta edición de Les Victoires de la Musique Classique et Jazz, transmitido por la televisión y radio francesa. Asimismo durante 2007 y 2008 concertó varias producciones para el prestigioso Teatro de la  Zarzuela de Madrid. Diemecke concertó las óperas en nuevas producciones de Pelleas et Melisande de Debussy en 2018, y Les contes d’Hoffmann de Offenbach en 2019, ambas para el Teatro Colón.
Montpellier fue testigo del exitoso lanzamiento para Deutsche Grammophon de Le jongleur de Notre Dame con el tenor Roberto Alagna. Otros lanzamientos discográficos han incluido la música de Alberto Ginastera, Heitor Villa-Lobos y Silvestre Revueltas con la Orquesta Sinfónica Simón Bolívar y con la Royal Philharmonic Orchestra. Diemecke ha realizado grabaciones con las principales disqueras del mundo, entre ellas Sony, Deutsche Grammophone, Lyric, Dorian, BIS y EMI. Grabó la música de Revueltas, Carlos Chávez y José Pablo Moncayo para Sony con la Orquesta Sinfónica Nacional de México, posicionándolo en el número uno en ventas en México. Recientemente EMI lanzó un nuevo DVD de la Octava sinfonía de Mahler con la Orquesta Filarmónica de Bogotá. 
Enrique Diemecke fue nominado para el Grammy Latino como "Mejor Álbum Clásico" en el 2002, con la Orquesta Sinfónica Nacional de México con la grabación del CD Los conciertos para violín y piano de Carlos Chávez.
Diemecke es invitado frecuente a las principales orquestas del mundo, entre ellas en los EE. UU. con la Sinfónica Nacional de Washington, Sinfónica de San Francisco, Filarmónica de Los Ángeles y las orquestas sinfónicas de Baltimore, Houston, Minnesota, Colorado, Fort Worth, San Antonio, Chautauqua, Pacífico, Charlotte, Winnipeg, Phoenix, Hartford y Columbus. En Europa con las Sinfónicas de la BBC de Londres y Liverpool, Royal Philharmonic Orchestra, Nacional de Francia, la Filarmónica Nacional de Montpellier, la Nacional de Lorraine, L'Orchestre de Paris, L'Orchestre de Isla de Francia, Sinfónica de Barcelona y Nacional de Cataluña, de la Comunidad de Madrid, Real Sinfónica de Sevilla, Sinfónica de Bilbao, Sinfónica Ciudad de Oviedo, Valladolid, Filarmónica de Gran Canaria, Filarmónica de Málaga, así como conciertos y grabaciones con la Sinfónica de Castilla y León para el sello BIS, entre otros. La Residentie Orkest de La Haya, así como con la Sinfónica de la Radio de Bratislava, la Sinfónica de Bucarest, la Filarmónica Nacional de Varsovia, la Sinfónica Estatal de Moscú, y las Sinfónicas de Bari y de Lecce. 
En América Latina con las Sinfónicas Nacionales de México, Colombia, Venezuela, Puerto Rico, Chile, Perú, Argentina y las Filarmónicas de la UNAM, de la Ciudad de México, Bogotá, Simón Bolívar en Caracas, Estable del Teatro Colón, Sinfónica del Estado de Sao Paulo y la Sinfónica Petrobras. En Asia y Oceanía con las Sinfónicas de Auckland, de Nueva Zelanda, Israel, Queensland, Singapur, la Filarmónica de Malasia y las orquestas Sinfónicas de Pekín y Shanghái. También es frecuentemente invitado a festivales como el Festival de verano en el Lincoln Center, el Festival del Hollywood Bowl, Wolf Trap (EE. UU.), Autunno Musicale uno de Como (Italia), Europalia (Bélgica), la Feria Mundial Expo Sevilla (España), Festival Internacional de Radio France (Francia). 
Con casi 20 años al frente de la Orquesta Sinfónica Nacional de México, el Maestro Diemecke llevó a la orquesta a extensas giras en México, Europa y los EE. UU., presentándola en las principales salas del mundo. Bajo su dirección la orquesta se convirtió en una de las principales instituciones musicales de México y América Latina, con excelentes programas, giras, series y grabaciones. 
Diemecke es un compositor y arreglista orquestal, y ha dirigido su propia composición Die-Sir-E en los EE. UU. en 1999, una obra que fue encargada por el Festival de Radio France para el Concierto Final de la Copa Mundial en Francia en 1998. El Maestro Diemecke también fue comisionado para escribir un poema sinfónico para la Orquesta Sinfónica de Flint, y sus obras Chacona a Chávez y el Concierto para guitarra han recibido numerosas actuaciones tanto en Europa como en Estados Unidos. Durante la temporada 2001-2002, se dio el estreno mundial de su obra Camino y visión con la Filarmónica de Tulsa. Su más reciente concierto para Marimba y Orquesta Fiesta Otoñal tuvo un estreno de gira mundial en Rusia, Argentina, México, Colombia, Italia, España, EE. UU., Perú y Brasil. 
Como parte de un financiamiento por parte del FONCA y la Secretaría de Cultura del Gobierno de México, entre 2016 y 2019 el maestro Diemecke realizó clases magistrales por lo largo y ancho de México y escribió un libro sobre sus experiencias el cual será editado próximamente.
Actualmente se encuentra dirigiendo la Orquesta Sinfónica del estado de Michoacán (OSIDEM). 

## Premios y reconocimientos
Como un reconocimiento a su extensa trayectoria internacional y destacada calidad interpretativa, fue elegido para dirigir la Orquesta Nacional de Francia en la sexta emisión de 'Les Victoires de la Musique Classique et Jazz', en el Palacio del Congreso de París en 1998.
Recibió en Míchigan por sus 10 años al frente de la Sinfónica de Flint, donde las autoridades le entregaron las llaves de la ciudad y declararon el 10 de octubre "Día de Enrique Arturo Diemecke".
Fue galardonado en marzo de 2000 por la Academia del Disco Lírico en Francia, por la Mejor Dirección Orquestal con el Premio Bruno Walter-Orfeo de Oro, que le fue entregado por su grabación en vivo de la ópera Parisina de Pietro Mascagni.
2002, nominado el Premio Grammy Latino, Música Clásica, por el CD Los conciertos para piano y violín de Carlos Chávez con la Orquesta Sinfónica Nacional de México
Asimismo, en el 2002 se hizo acreedor a los premios Jean Fontaine-Orfeo de Oro a la mejor grabación de música vocal por Les exilés de la Sibérie de Gaetano Donizetti y Fanny Eldie-Orfeo de Oro por el disco Les Héroïnes de Mascagni, dirigiendo en ambos a la Orquesta Nacional de Montpellier.
2004, Ganador con la Orquesta Sinfónica Nacional de México del Premio Lunas del Auditorio Nacional. 
Otra vez, Premio Bruno Walter Orfeo de Oro como “Mejor Director de Ópera” por Le Jongleur de Notre Dame, de Massenet con el tenor Roberto Alagna, 2007. 
En 2014 fue declarado "Personalidad Ilustre de la Cultura" por la Legislatura de la Ciudad de Buenos Aires.
2017 recibió el premio “Medalla al Mérito en Artes” por parte de la Asamblea Legislativa de la Ciudad de México.
En 2018 el premio como “Mexicano Distinguido” por parte de la Secretaría de Relaciones Exteriores de México, por su excepcional carrera musical en el extranjero. 
En 2019 fue nombrado Presidente Honorario de la Sociedad Mahler México.
En 2019 recibió el “Diploma al Mérito” por parte de la Fundación Konex, como uno de los cinco mejores Directores de orquesta en Argentina en la última década.  